# سيريل سميث (ممثل)
سيريل سميث (بالإنجليزية: Cyril Smith)‏ هو ممثل بريطاني (وحمل سابقاً جنسية المملكة المتحدة لبريطانيا العظمى وأيرلندا)، ولد في 4 أبريل 1892 في المملكة المتحدة، وتوفي في 5 مارس 1963 بلندن في المملكة المتحدة.

## وصلات خارجية
- سيريل سميث على موقع IMDb (الإنجليزية)
- سيريل سميث على موقع قاعدة بيانات الفيلم (الإنجليزية)